# Starý židovský hřbitov v Teplicích
Starý židovský hřbitov v Teplicích se nacházel východně od historického jádra města Teplice, na návrším známém jako Židovský vrch (Judenberg), mezi dnešními ulicemi Chelčického a Jungmannova. Založen byl v roce 1669 a byly na něj přeneseny tři náhrobky z rušeného středověkého židovského hřbitova, pocházející ze 16. a 17. století. Na Starém židovském hřbitově bylo pohřbíváno až do roku 1862, kdy byl uzavřen, a došlo k založení nového židovského hřbitova. V té době čítal 929 náhrobků, mezi nimiž byla řada cenných barokních a renesančních stél. Na hřbitově je pohřbeno několik významných rabínů, např. Nathan Utitz (zemř. 1720), Simcha Popper (1760) nebo Naftali Hirz Emden (1800). Hřbitov byl beze zbytku zničen nacisty během druhé světové války. Dnes se na jeho místě nachází dětské hřiště a budova kojeneckého ústavu.